# 基尔迪尔 (北达科他州)
基尔迪尔（英語：Killdeer），是美国北达科他州下属的一座城市。根据2010年美国人口普查，该市有人口751人。2011年估计该市有人口788人，相对于2010年，增长率为4.93%。